# Бранево (станція)
Бранево — залізнична станція у м. Бранево Вармінсько-Мазурського воєводства.

## Історія
У 1852 р. у зв'язку з будівництвом лінії «Мальборк — Кенінгсберг» відкрита станція «Бранево». На початку станція обслуговувала тільки вантажні перевезення, але у 1901 р. коли саме була добудовувана лінія «Гданськ — Ельблонг» у Браневі почалися пасажирські перевезення. У 1921 р. в місті утворився залізничний вузол: північний шлях на Калінінград, а західний і південний на Ельблонг. У 1926 р. залізничний вузол збільшився: південно-східна лінія на Ольштин. Сьогодні Бранево дуже важлива станція Польської залізниці.